# Desesperado Club Social
Desesperado Club Social fue un programa de televisión magacín español presentado por Kira Miró, Eduardo Aldán, Mónica Hoyos, Christian Gálvez, Víctor Serrano, Esther Bizcarrondo, Raul Peña y Marta Suárez y producido por Selecta Visión S.L.U. para la cadena española Antena 3, que lo emitió entre 1999 (primera temporada), 2000-2001 (segunda temporada) y 2002 (tercera y última temporada).

## Formato
DCS era un programa contenedor cuya mecánica se basaba en intersticiales ficcionados y otros al modo de magazine que entrelazaban series como Los Simpsons, Futurama, Malcolm in the Middle y Locos de Atar. Lo último en música, cine, DVD, vídeo, Internet, videojuegos, libros, presentado a través de ficciones y entrevistas que los presentadores realizaban con el humor y el sentido crítico más afín a su público.

## Premios
Desesperado Club Social consiguió en 2001 el Premio Ondas al programa más innovador, premiando así un nuevo concepto de contenedor infantil y juvenil.

## Cese del programa
Pese a su éxito, Desesperado Club Social finalizó en 2002, por decisiones políticas según las palabras de su por entonces presentador Christian Gálvez.